# Tripsitter
Der Tripsitter ist eine Person, die den Trip – die halluzinogene Drogenerfahrung – eines anderen oder einer nicht zu großen Gruppe beaufsichtigt oder begleitet. Er sollte die zu konsumierende Droge kennen, sollte dabei selbst aber nüchtern sein. Der Tripsitter kann bei Problemen, z. B. bei psychischen, in schwerwiegenden Fällen Horrortrip genannt, eingreifen. Dies geschieht meist durch Körperkontakt, beruhigendes Zureden und dem Wechsel des Settings. Auch die Gefahr von Unfällen im halluzinogenen Rausch kann durch einen Tripsitter gesenkt werden. Die Zuhilfenahme eines Tripsitters gilt in betreffenden Kreisen als besonders verantwortungsvoll.